# Doubtchari
Doubtchari est une commune rurale située dans le département de Partiaga de la province de la Tapoa dans la région de l'Est au Burkina Faso.

## Santé et éducation
Le centre de soins le plus proche de Doubtchari est le centre de santé et de promotion sociale (CSPS) de Partiaga.